# 1354

## Esdeveniments

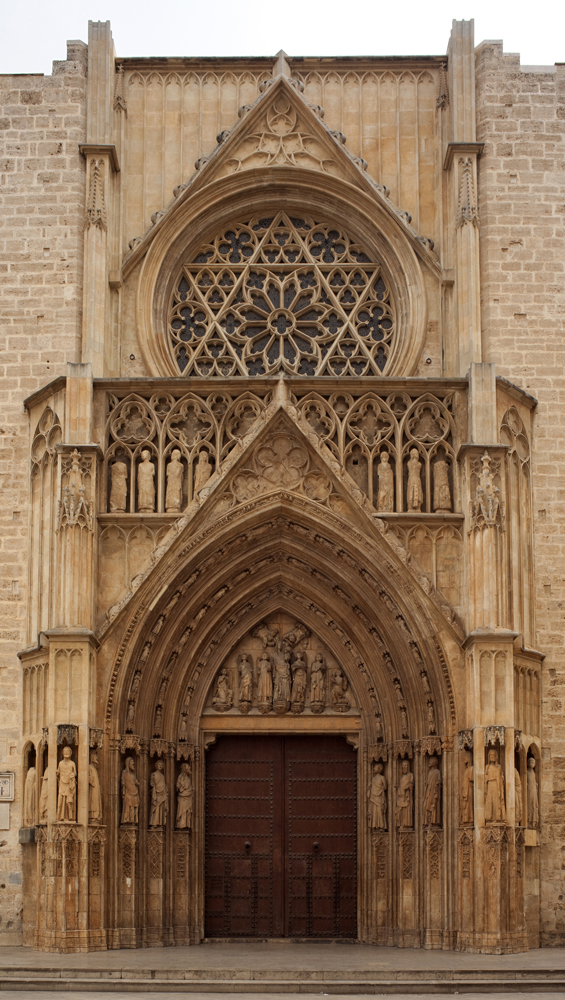
Porta dels Apòstols de la catedral de València

- 16 de novembre - l'Alguer (Sardenya): Pere III el Cerimoniós conquereix definitivament la ciutat.
- 21 de setembre - Sardenya: Pere III el Cerimoniós inicia una altra expedició contra l'illa.
- València: després de 51 anys d'obres, s'acaba la Porta dels Apòstols de la seu.